# Frontier: Elite II
Frontier: Elite II est un jeu vidéo de commerce et de combat spatial développé par Frontier Developments, sorti en 1993 sur Amiga, Amiga CD32, Atari ST et DOS. Conçu par David Braben, il constitue la suite du classique Elite (1984) qui fut l'un des jeux les plus innovants de sa génération.

## Système de jeu
Le jeu prend place dans un univers composé d'un grand nombre de planètes et stations spatiales. Le joueur incarne le fils du commerçant du précédent Elite, dont il reçoit en héritage le vieux chasseur et 100 crédits en poche.
Le joueur a toute liberté dans ce monde avec ses lois. Au fur et mesure du jeu, vous pouvez devenir :
- Commerçant ;
- Contrebandier ;
- Pirate ;
- Mercenaire ;
- Prospecteur ;
- Etc.

Les nouveautés par rapport au précédent opus sont : la possibilité d'atterrir sur les planètes, une économie plus complexe, et des missions à remplir.

## Développement
Ce fut le premier jeu en 3D surface pleine qui utilisait aussi les courbes de Bézier. Le tour de force du moteur permettait de gérer plus de dix millions de planètes en taille et révolution réelle sur 700 Ko entièrement chargés en mémoire à partir d'une seule disquette. Ce fut l'un des derniers jeux programmés intégralement en assembleur 68000 : plus de 250 000 lignes de code furent nécessaires à sa conception. Des rotations de palettes s'effectuaient en temps réel pour optimiser les couleurs (versions Amiga et Atari).
Des textures ont été ajoutées pour la version PC MS-Dos.
Équipe de développement
- Conception : David Braben
- Programmation : David Braben, Peter J. M. Irvin
- Graphisme : David Braben, Jonathan Griffiths, Peter J. M. Irvin, Paul Mitchell
- Musique : Dave Lowe
- Portage 80286 : Chris Sawyer

## Accueil
- Amiga Format : 91 % (CD32)[2]
- Tilt : 93 % (PC)[3]